# Mazamitla (kommun)
Mazamitla är en kommun i Mexiko.   Den ligger i delstaten Jalisco, i den centrala delen av landet, 400 km väster om huvudstaden Mexico City. Antalet invånare är 11 671.
Följande samhällen finns i Mazamitla:
- Mazamitla
- Epeche Chico
- El Llano de los Toros
- Epenche Grande
- La Huevera
- El Zapatero
- La Estacada
- Paso de los Arrieros
- Los Guayabos